# Johan Thorsell
Karl Johan Thorsell, tidigare Holmgren Thorsell, född 24 juni 1974 i Upplands Väsby, Stockholms län, är en svensk sångare och låtskrivare.
Thorsell är uppvuxen i Stockholmsförorten Upplands Väsby. Han är utbildad lärare och arbetar på en skola i Stockholm. Han slog igenom som sångare i andra säsongen av dokusåpan Fame Factory. Thorsell är också verksam som låtskrivare och har bland annat skrivit ett antal låtar till dansbandet Barbados och Mathias Holmgren. Tillsammans med Dajana Lööf skrev han den svenska texten till "Som en blomma slår ut".
Han var 2006–2010 gift med sångaren Mathias Holmgren. 